# Zbigniew Chrząszcz
Zbigniew Chrząszcz (ur. 1 stycznia 1957 w Nagórzanach) – polski pilot samolotowy, wielokrotny mistrz świata w lataniu rajdowym i precyzyjnym, sześciokrotny mistrz Europy, dwukrotny mistrz Polski. 
Należy do Aeroklubu Wrocławskiego. Razem z Januszem Darochą pięciokrotnie zdobył tytuł mistrza świata w rajdowych mistrzostwach świata, wielokrotny drużynowy mistrz świata. Dwukrotny mistrz Polski (1992, 1993). W 1991 zwyciężył w plebiscycie na najlepszego sportowca Dolnego Śląska (wspólnie z żoną Anną, szybowniczką).
W 1981 ukończył studia na Wydziale Mechaniczno-Energetycznym Politechniki Wrocławskiej. W 1982 należał do założycieli firmy meblarskiej Stratus.